# Tamarind
Tamarind (lat. Tamarindus indica) je stablo iz porodice mahunarki. Rod Tamarindus je monotipičan (ima samo jednu vrstu). Izvorno potiče iz tropske Afrike, pretežno Sudana, u kome raste kao samoniklo stablo.

## Rasprostranjenost
Iako je ovo drvo poreklom iz tropske Afrike , posebno Sudana, ali i u praktično svim zemljama od Zelenortskih Ostrva do Jemena i Omana. Uzgaja se i na većim  prostranstvima u tropskim područjima Azije, severne Australije, Meksika a nešto manje u Južnoj Americi. Najviše se uzgaja i koristi u ishrani u Meksiku i Južnoj Aziji. 
Proširila se u područja Južne Azije verovatno ljudskim rukama, i tamo se uzgajala nekoliko hiljada godina.  
Trenutno je široko rasprostranjena u svim tropskim područjima, od Afrike do Azije, Australije i ostatka Okeanije.
U Mezoameriku i Južnu Ameriku tamarind su doneli su španski i portugalski osvajači u 16. veku. Danas, Meksiko i Srednja Amerika spadaju među  najveće proizvođače i potrošače ovog voća.

## Opis
Tamarind je dugotrajno, srednje visoko, krošnjasto stablo, koje raste do visine od 12,1 do 18,3 metara. Stablo se sastoji od tvrde, tamnocrvene srži i mekšega, žućkasto-beloga stabla.
Stablo raste najbolje na sunčanim mestima, na zemljanoj podlozi, pjeskovitom i kiselome tlu. Jako je otporno na sušu i so, koju donose vetrovi iz obalnih morskih područja.
Grane rastu iz središnje stabljike i često se njihovim orezivanjem krošnje dobije optimalna gustoća drveta što omogućava beračima plodova lakši rad.  
Listovi su mu zimzeleni, svetlozelene boje, eliptičnog oblika, najčešće manji od 5 cm. Noću, listovi su zatvoreni.
Tamarind ima gotovo neprimetan cvet sa crvenim i žutim izduženim cvetovima. Cvetni pupoljci su ružičasti i imaju četiri čašice, koje opadnu kada cvet počne da cveta.  
Plod je duguljast, 12-15 cm dug i pokriven tvrdom smeđom ljuskom. On u sebi sadrži 1-12 ravnih, sjajnih smeđih semena. Seme zadržava mogućnost klijanja nakon nekoliko meseci suše. Odraslo stablo može dati do 175 kg voća godišnje.
Tamarind je slatko-kiselog ukusa, sadrži mnogo kiseline, šećer, vitamin B i kalcijum. 
Ova, inače tropska vrsta, osetljiva je na mraz.

## Namena
Plod tamarinda se koristi sirov, kuvan ili pripremljen na neki drugi način, za razne namene zavisno od regije i kulture. Seme tamarinda koriste deca u tradicionalnim igrama kao što su kineska dama (Kina), dakon (Java) i druge.

### Hrana
Visoki nivoi hranljivih materija čine tamarind izuzetno kvalitetnim voćem. Bitne hranljive materije koje se mogu naći u tamarindu uključuju:
- tiamin,
- gvožđe,
- magnezijum,
- fosfor,
- bakar,
- biljna vlakna,
- kalcijum i
- niacin.

Pulpe od voća se koristi kao začin u Aziji i Latinskoj Americi ; u stvari, tamarind je dostupan u hinduističkim, kineskim, meksičkim i peruanskim trgovinama širom sveta. Celuloza mladog voća je vrlo kisela, pa se preporučuje za mnoga jela, dok je zrelo voće slađe i može se koristiti u dezertima, pićima ili kao aperitiv. U Meksiku , Srednjoj Americi i delu Kolumbije, koncentrati pulpe za tamarind izrađeni su za proizvodnju bezalkoholnih pića i smrznutih napitaka. Posebno se Meksiko i njegova kultura ljutih umaka koriste u izradi tamarind sosa ili se prodaju kao slatki, miješajući njegovu kašu sa šećerom ili solju i čilijem. U nekim zemljama Centralne Amerike. Koristi se kao sastojak u različitim grickalicama u jugoistočnoj Aziji i u mnogim umacima, poput Vorčester sosa ili slatko-kiselog sosa . To je deo osnovne ishrane u Južnoj Indiji, gde se pripremaju Sambhar (začinjena biljna supa), pirinač Pulihora i druga jela. Takođe mnoge životinje poput majmuna vole zrele plodove tamarinda.

### Lek
Celuloza, lišće i kora tamarinda koriste se kao lek, npr. na Filipinima, na kome se lišće  tradicionalno koristi kao sveže napravljena infuzija za snižavanje telesne temperature uzrokovane malarijom.
Zbog svojih lekovitih svojstava koristi se kao ajurvedski lek u tehnikama isceljivanja u Africi i Aziji, za poboljšanje funkcija kardiovaskularnog sistema i ublažavanje gastrointenstinalnog poremećaja. 
Koristi se i za regulisanja svih problema sa jetrom, ili kao sredstvo za eliminisanje toksina i masti iz jetre, što ga čini izvanrednim prirodnim lekom. Ovo voće može smanjiti nivo kiselosti u telu i poboljšati funkcionisanje žuči u jetri.
Kao efikasan laksativ  koristi se  u slučajeviu uporne opstipacija.
Kao prirodno i blago sredstvo koristi se u tabletama za spavanje.
Kako sadrži velike količine C vitamina tamarinda služi kao aktivan antioksidant, bitan za održavanje  telesnih funkcija i očuvanje zdravlja desni.
Zaceljivanje rana tamarindom se često citira u literaturi u vezi sa lečenjem posekotina, rana i apscesa. Najčešće se koristi kora ili listovi tamarinda, koji se primenjuju spolja na licu mesta, bilo kao varak ili kao prah ili oblog, sam ili u kombinaciji sa drugim vrstama.  U lekovima. na biljnoj pijaci u Dakaru, kora tamarinda se uglavnom prodaje u svrhe zaceljivanja rana, mada se povremeno i drugi delovi biljke tamarinda nalaze u lekovima za zarastanje rana, kao što su voće, ljuske mahuna ili žvakaće gume.   Odvar od listova tamarinda je jedno od najvažnijih sredstava za čišćenje rana uzrokovanih infekcijom gvinejskim crvima.

### Ostale uporabe
Zbog svoje gustine i izdržljivosti drvo tamarinda se može koristiti za izradu nameštaja. Drveće tamarinde koje je vrlo je često u Južnoj Indiji, posebno u Andra Pradeš, koristi se za hlađenje duž državnih i  drugih puteva.

#### Ulje od semena tamarinda
Ulje od semena tamarinda cedi se iz jezgra semena. Ceđenjem iz jezgra semena teško je izolovati ulje zbog njegove tanke, ali žilave ljuske (ili opne). Ulje se obično izbeljuje posle rafinisanja.
| Sastav                         | Originalno | Odmašćeno |
| Ulje                           | 7.6%       | 0.6%      |
| Proteini                       | 7.6%       | 19.0%     |
| Polisaharidi                   | 51.0%      | 55.0%     |
| Sirova vlakna                  | 1.2%       | 1.1%      |
| Ukupno pepela                  | 3.9%       | 3.4%      |
| Pepeo nerastvorljiv u kiselini | 0.4%       | 0.3%      |
| Vlaga                          | 7.1%       |           |

Sastav masnih kiselina u ulju je:
- linolna kiselina 46,5%,
- oleinska kiselina 27,2%,
- zasićene masne kiseline 26,4%.

Prah dobijen iz jezgra tamarinda koristi se kao materijal za obradu tekstila i jute, kao i za proizvodnju industrijskih guma i lepkova.